# Material volumétrico
Se clasifica como material volumétrico a aquellos recipientes que se utilizan en un laboratorio de química para medir volúmenes con precisión.
La mayoría están constituidos por vidrio para permitir la visualización del líquido o líquidos que se desea medir. Aunque en algunos casos se utilizan de plástico transparente, ya sea por su bajo precio, o para evitar una reacción entre el líquido y el vidrio (por ejemplo, cuando se mide ácido fluorhídrico). Pero debe tenerse en cuenta que, en general, tienen una precisión menor.

## Subclasificación
El material de vidrio volumétrico se encuentra diseñado tanto para contener como para entregar, también hay materiales en los cuales se calienta y sirve para medir líquidos.
- Para contener: Cuando son llenados a su marca a la cual fueron calibrados para contener un volumen determinado. Significa que si se utiliza para entregar, entregaría menos del volumen indicado.
- Para entregar: Es el material que se calibra durante su proceso de manufactura, para transferir una cantidad establecida de líquido con propiedades similares de viscosidad y tensión superficial al agua.

A fin de medir el volumen poseen unas marcas grabadas. Se puede subclasificar el material según el formato de estas marcas.
- Material volumétrico graduado: En este caso el elemento posee una graduación, una serie de líneas que indican diferentes volúmenes.
- Material volumétrico aforado: Posee uno o más aforos.

Hay otra subclasificación que pueden recibir algunos de estos materiales, por ejemplo las pipetas y buretas (tanto las graduadas como las aforadas), pero no las probetas.
- De simple enrase/aforo: En este caso, los 0 ml corresponden al elemento vacío (en realidad, se tiene en cuenta que siempre quedan unas gotas). En este caso deberá enrasarse una sola vez.
- De doble enrase/doble aforo: En este caso, existe una marca para los 0 ml. Tiene como desventajas que es necesario enrasar dos veces (una al principio, y otra al final de la medición); y que si por error seguimos vertiendo el líquido más allá de la marca podemos arruinar el trabajo hecho. Y tiene la ventaja de poder utilizarse si se rompe la punta.

Clasificación por su tolerancia: 
Clase A/AS: las tolerancias del volumen están dentro de los límites fijados por las normas DIN e ISO.
Clase B: las tolerancias del volumen están dentro del doble de los límites de error para la clase A/AS.

## Metodología de uso
Para saber cómo se miden los volúmenes de la mayoría de los materiales, puedes consultar cómo enrasar. Al margen de esto, el material volumétrico debe usarse con cuidado:
- No se lo debe exponer a variaciones bruscas o amplias de temperatura. Generalmente indican el rango de temperatura en el que puede operarse.
- Tener un manejo cuidadoso, ya que son muy frágiles. Esto incluye también no apoyarla horizontalmente sobre superficies que pueden estar inclinadas, ni muy cerca de elementos de metal que puedan romperlo.

## Materiales comprendidos
- Bureta: Respectivamente son tubos largos, graduados, de diámetro interno uniforme, provistas de una llave en su parte inferior. Se usan para verter cantidades variables de líquidos, y por ello están graduadas con pequeñas subdivisiones (dependiendo del volumen, de décimas de mililitro o menos). Su uso principal se da en volumetrías, debido a la necesidad de medir con precisión volúmenes de líquido variables.
- Matraz: Recipiente de cristal donde se mezclan las soluciones químicas. Se dividen en aforados y de erlenmeyer.
  - Erlenmeyer: Es un frasco transparente de forma cónica con una abertura en el extremo angosto, generalmente prolongado con un cuello cilíndrico, suele incluir algunas marcas. Por su forma es útil para realizar mezclas por agitación y para la evaporación controlada de líquidos
  - Matraz aforado
- Pipeta
- Probeta
- Material graduado
- Vaso de precipitado: No es un medidor de volumen, solo es un recipiente aproximado.